# Jack Orlando
Jack Orlando: A Cinematic Adventure – polska gra komputerowa wydana przez TopWare Interactive w 1998 roku. Jej akcja rozgrywa się w USA w latach trzydziestych, tuż po zniesieniu prohibicji. Produkcję charakteryzują ręcznie rysowane tła i postacie, klasyczna dla gier przygodowych rozgrywka i interfejs oraz fabuła kryminalna. Muzykę do gry skomponował Harold Faltermeyer.
Gracz wciela się w postać detektywa, który budzi się rano w obskurnym zaułku obok martwej postaci, którą okazuje się major wojsk Stanów Zjednoczonych. Wmieszany w zabójstwo detektyw dostaje od policji 48 godzin na rozwikłanie zagadki i oczyszczenie się z zarzutów.
Oprawa gry stała na wysokim poziomie, lecz cierpiała ona na szereg niedoskonałości, takich jak możliwość zablokowania dalszego postępu przez nieprawidłową sekwencję czynności, zbędne sekwencje zręcznościowe, mylne tropy skutkujące wieloma przedmiotami w zasobniku bohatera, trudne do odnalezienia niewielkie przedmioty, niedający się używać pistolet (było to wymogiem wydania gry na niemieckim rynku) czy mało interesujące, wręcz obraźliwe, dialogi.
Kilka lat po wydaniu gry powstała edycja Director's Cut z poprawioną grafiką i dźwiękiem w lepszej jakości. Urozmaicono grę o kilka dodatkowych wątków i lokacji.